# San Martín FC
El San Martín Fútbol Club es una asociación deportiva de fútbol de Panamá que juega en la Liga Prom, la segunda división de fútbol en el país.

## Historia
San Martin F.C. es una asociación deportiva que nace en el corregimiento de San Martin, distrito de Panamá, en agosto del 2010. Empezó como un equipo amateur que pasó sus primeros años en las divisiones aficionadas, con el objetivo de ayudar a los jóvenes de la región, mejor conocidos como los Murciélagos del Este por ser un equipo que entrenaba a altas horas de la noche.
San Martin F.C. ha establecido un programa de trabajo que involucra seguir invirtiendo en las categorías menores (Sub-7, Sub-9, Sub-11, Sub-13, Sub-15 y Sub-17), en  los campeonatos mayores de Chepo, futsala (disciplina en la cual cuentan con un campeonato y subcampeonato a nivel nacional), además de su participación en el Torneo Apertura y Clausura de la Liga de Ascenso LPF.

En la temporada 2016/2017 de la Copa Rommel Fernández vence en la final al Calián F.C. y consigue el ascenso a la Liga Nacional de Ascenso por primera vez en su historia.
San Martin F.C. es un club que ha evolucionado gracias al esfuerzo de personas naturales, empresas privadas y el sector público beneficiando sobre todo a niños adolescentes y jóvenes en categorías como Sub-7, Sub-9, Sub-11, Sub-13, Sub-15 y Sub-17, categoría mayor y equipo de futsala. 

Les brinda a estos niños, jóvenes y adolescentes provenientes de áreas de escasos recursos económicos y altos riesgos sociales la oportunidad de desarrollarse en esta disciplina. Esto a su vez les da a los mismos una opción que los aleja de los malos vicios y ayuda a su desarrollo dentro de la sociedad.  

## Jugadores

### Jugadores destacados
- Nathanael Cuesta
- Enrique Ornas
- Cristian Falla
- Cristian Diaz
- Peñalba
- Eric Mejia
- Alejandro Quezada (Portero)
- Joshua Murray
- Abraham Rossi
- Brandon Luke
- Victor Jimenez
- Kadir Marmolejo
- Juan Cordoba
- Jeramel
- Jafet
- Renier Amor
- Xavier Pabilo
- Ángel Solis

## Palmarés
- Copa Rommel Fernández: 1

Campeón 2016/17.